# Loch (Stein)
Loch localitate/cartier ce aparține din 1972 de orașul Stein din Mittelfranken, districtul Fürth, Bavaria, Germania.

## Date geografice
Localitatea este situată între orașele Nürnberg, Ansbach și Rothenburg la ca. 4 km sud-vest de Ștein și 3 km sud de Oberasbach.